# Dianthus courtoisii
Dianthus courtoisii är en nejlikväxtart som beskrevs av Reichenb. Dianthus courtoisii ingår i släktet nejlikor, och familjen nejlikväxter. Inga underarter finns listade i Catalogue of Life.